# Hordeeae
Hordeeae Martinov, 1820 è una tribù di piante angiosperme monocotiledoni appartenente alla famiglia delle Poacee (o Gramineae, nom. cons.), sottofamiglia Pooideae.

## Etimologia
Il nome della tribù deriva dal genere tipo Hordeum, antico nome romano dell'orzo la cui etimologia è incerta.

## Descrizione

### Portamento
Il portamento delle specie di questo gruppo è cespitoso o rizomatoso con cicli biologici annuali e perenni. I culmi, con portamento eretto o decombente, sono cavi a sezione più o meno rotonda e almeno in Triticum possono arrivare a 15 dm di altezza al massimo. In queste piante non sono presenti i micropeli.

### Foglie
Le foglie lungo il culmo sono disposte in modo alterno, sono distiche e si originano dai vari nodi. Sono composte da una guaina, una ligula e una lamina. Le venature sono parallelinervie. Non sono presenti i pseudopiccioli e, nell'epidermide delle foglia, le papille.
- Guaina: la guaina è abbracciante il fusto oppure si apre spesso (a volte è divisa fin dalla base) con estese auricole all'apice (in Hordeum possono essere assenti). In Secale e Aegilops la guaina ha una consistenza fogliare ed è provvista di padiglioni auricolari falcati.
- Ligula: la ligula è membranosa e a volte è cigliata.
- Lamina: la lamina ha delle forme generalmente lineari e piatte (filiformi in Peridictyon) con aspetto glaucescente e superficie pubescente. In Leymus le lame fogliari sono rigide e provviste di padiglioni auricolari. Le cellule sussidiare (cellule epidermiche associate agli stomi[10]) hanno pareti parallele (una condizione che è derivata in modo univoco).[11]

### Fiori

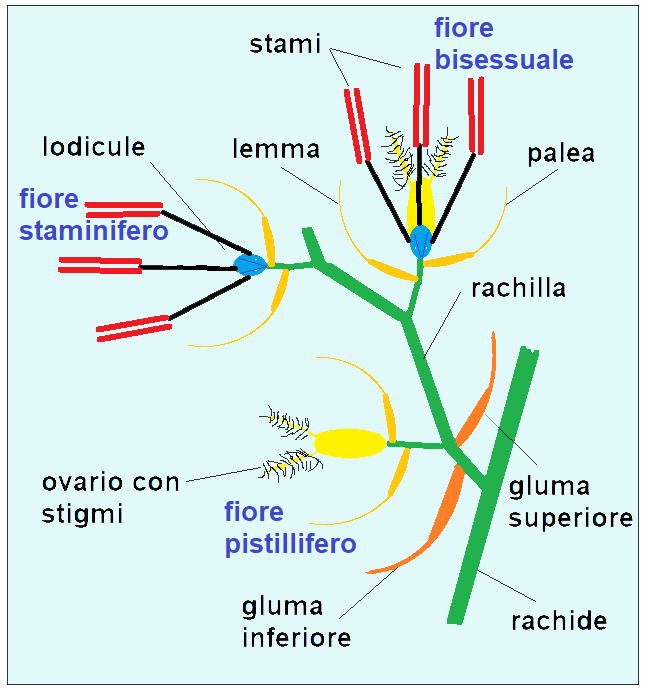
Spighetta generica con tre fiori diversi

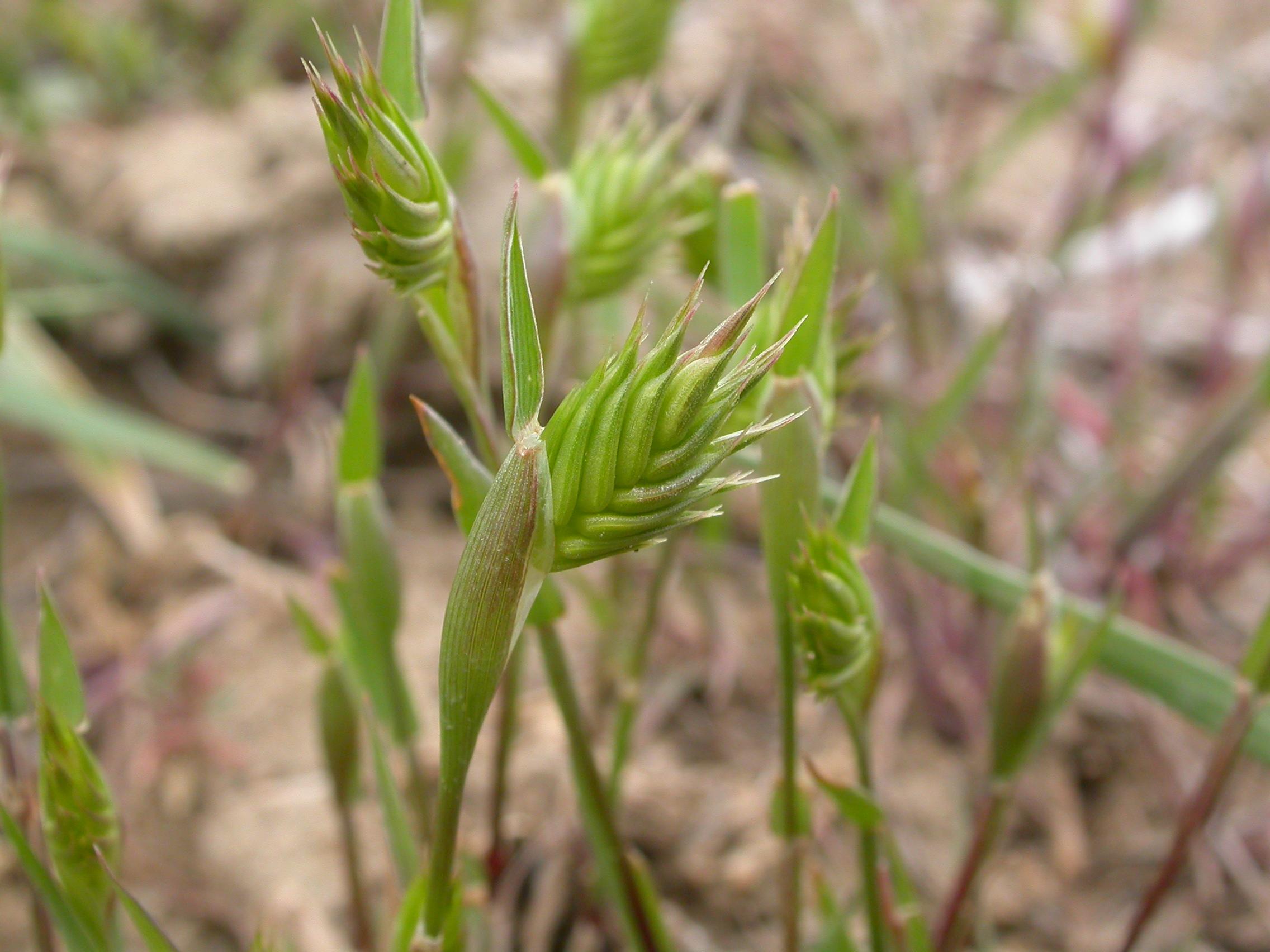
Infiorescenza
Eremopyrum triticeum

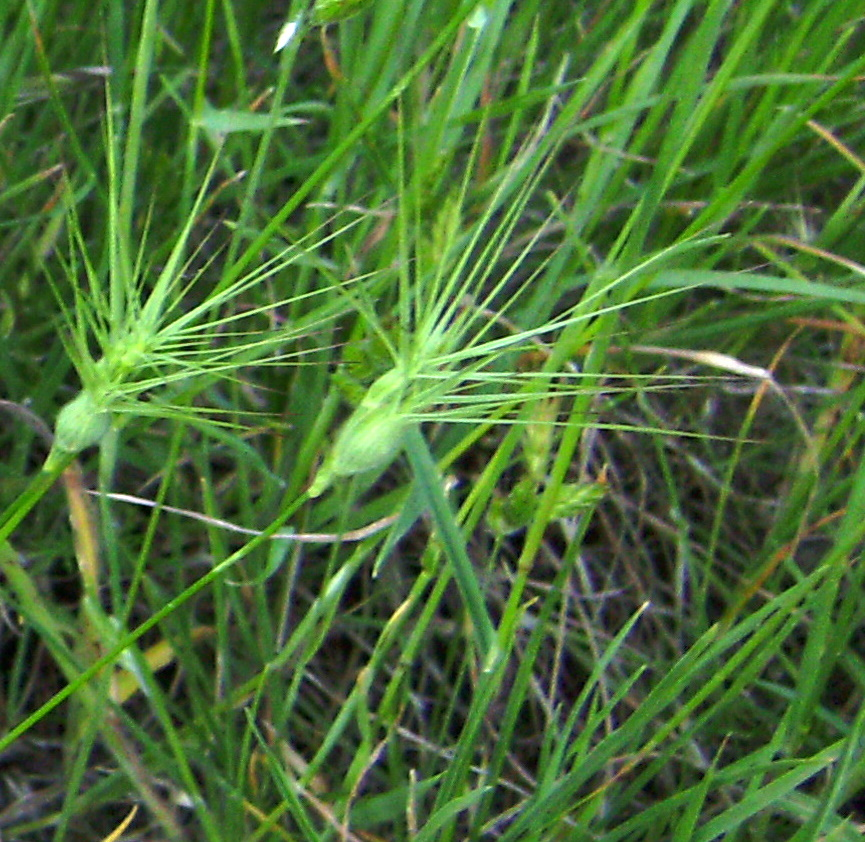
Le spighette
Aegilops geniculata

- Infiorescenza principale (sinfiorescenza o semplicemente spiga): le infiorescenze, ascellari e terminali, in genere non sono ramificate e sono formate da alcune spighette erette (da 1 a 5 per nodo; fino a 8 in Leymus) ed hanno la forma di una pannocchia aperta. La pannocchia può essere lineare, oblunga o ovale. La fillotassi dell'inflorescenza inizialmente è a due livelli (o a due ranghi[12]), anche se le successive ramificazioni la fa apparire a spirale. La disarticolazione in genere avviene in ciascun nodo dell'asse dell'infiorescenza in modo che l'unità di dispersione è costituito dalla spighetta più un internodo di rachide[13]. In Hordeum ad ogni nodo sono presenti gruppi di tre spighette (quella centrale è fertile e sessile, le due laterali generalmente sono sterili e pedicellate). In Stenostachys le infiorescenze sono pendenti o annuenti.
- Infiorescenza secondaria (o spighetta): le spighette, compresse lateralmente o dorsoventralmente, a volte sessili, sottese da due brattee distiche e strettamente sovrapposte chiamate glume (inferiore e superiore), sono formate da 1 a 16 fiori. Possono essere presenti dei fiori sterili; in questo caso sono in posizione distale rispetto a quelli fertili. Alla base di ogni fiore sono presenti due brattee: la palea e il lemma. La disarticolazione avviene con la rottura della rachilla tra i fiori o sopra le glume persistenti.
- Glume: le glume, con forme ovali, oblunghe o ellittiche, sono carenate con apice dentato o solcato; la consistenza è coriacea; le venature sono da 3 a 11; in genere sono più corte dei fiori.
- Palea: la palea è un profillo con alcune venature e margini cigliati; di solito è meno lunga del lemma.
- Lemma: il lemma (carenato o no) a volte è pubescente; l'apice può essere acuminato o dentato (fino a tre denti); le venature sono da 7 a 11.

I fiori fertili sono attinomorfi formati da 3 verticilli: perianzio ridotto, androceo  e gineceo.
- Formula fiorale:[4]

*, P 2, A (1-)3(-6), G (2–3) supero, cariosside.
- Il perianzio è ridotto e formato da due lodicule, delle squame traslucide, poco visibili (forse relitto di un verticillo di 3 sepali). Le lodicule sono membranose e non vascolarizzate; spesso sono cigliate ai margini.
- L'androceo è composto da 3 stami ognuno con un breve filamento libero, una antera sagittata e due teche. Le antere sono basifisse con deiscenza laterale. Il polline è monoporato.
- Il gineceo è composto da 3-(2) carpelli connati formanti un ovario supero. L'ovario, pubescente all'apice, ha un solo loculo con un solo ovulo subapicale (o quasi basale). L'ovulo è anfitropo e semianatropo e tenuinucellato o crassinucellato. Lo stilo, breve, è unico con due stigmi papillosi e distinti.

### Frutti
I frutti sono del tipo cariosside, ossia sono dei piccoli chicchi indeiscenti, con forme da ovate a oblunghe, nei quali il pericarpo è formato da una sottile parete che circonda il singolo seme. In particolare il pericarpo è fuso al seme ed è aderente. L'endocarpo non è indurito e l'ilo è lungo e lineare. L'embrione è lungo 1/3 della lunghezza del frutto ed è provvisto di epiblasto; ha inoltre un solo cotiledone altamente modificato (scutello senza fessura) in posizione laterale. I margini embrionali della foglia non si sovrappongono.

## Biologia
Come gran parte delle Poaceae, le specie di questo genere si riproducono per impollinazione anemogama. Gli stigmi più o meno piumosi sono una caratteristica importante per catturare meglio il polline aereo. 
La dispersione dei semi avviene inizialmente a opera del vento (dispersione anemocora) e una volta giunti a terra grazie all'azione di insetti come le formiche (mirmecoria).

## Distribuzione e habitat
Questa tribù ha una distribuzione cosmopolita, soprattutto relativamente ai climi temperati.
| Genere          | Distribuzione e habitat |
| --------------- | --- |
| Aegilops        | Europa, Medio Oriente e Nord America                                                                                                  |
| Agropyron       | Eurasia (introdotto nel Nord America)                                                                                                 |
| Australopyrum   | Australia, Nuova Guinea e Nuova Zelanda                                                                                               |
| Crithopsis      | Una specie: Crithopsis delileana (Schult.) Roshev., diffusa dal Marocco all'Afghanistan, comune nel bacino del Mediterraneo orientale |
| Dasypyrum       | Mediterraneo |
| Elymus          | Regioni temperate del nord in tutto il mondo                                                                                          |
| Eremopyrum      | Nord America e Asia centrale |
| Festucopsis     | Una specie: Festucopsis serpentini (C.E. Hubb.) Melderis, endemica dell'Albania                                                       |
| Hènrardia       | Asia sud-ovest e centrale |
| Heteranthelium  | Una specie:Heteranthelium piliferum (Banks & Sol.) Hochst., dalla Turchia al Pakistan                                                 |
| Hordeum         | Regioni temperate e subtropicali dell'Eurasia, dell'America settentrionale e meridionale e dell'Africa                                |
| Leymus          | Regioni temperate dell'emisfero settentrionale                                                                                        |
| Peridictyon     | Una specie: Peridictyon sanctum (Janka) Seberg, Fred. & Baden, diffusa in Grecia e Bulgaria                                           |
| Psathyrostachys | Asia settentrionale, Caucaso, Turchia e Afghanistan                                                                                   |
| Pseudoroegneia  | Eurasia e Nord America |
| Secale          | Asia mediterranea e occidentale, introdotto e spesso coltivato altrove                                                                |
| Stenostachys    | Nuova Zelanda |
| Taeniatherum    | Una specie:Taeniatherum caput-medusae (L.) Nevski diffusa dal Mediterraneo al Pakistan                                                |
| Thinopyrum      | Dal Mediterraneo all'Asia occidentale                                                                                                 |
| Triticum        | Asia occidentale e centrale (spesso coltivato altrove)                                                                                |

Molte specie a causa del loro interesse economico sono coltivate in aree lontane dal loro habitat naturale.

### Specie della flora italiana
Nella flora spontanea della penisola italiana sono presenti i seguenti generi (il numero delle specie può essere approssimativo):
- Aegilops con 10 specie (23 in Europa).
- Agropyron con 2 specie (8 in Europa).
- Dasypyrum con 1 specie (2 in Europa).
- Elymus con 5 specie (23 in Europa).
- Hordeum con 7 specie (14 in Europa).
- Secale con 2 specie (5 in Europa).
- Triticum con circa 8 specie (8 in Europa).

## Tassonomia
La famiglia delle Poacee comprende circa 800 generi e oltre 9.000 specie. È una delle famiglie più numerose e più importanti del gruppo delle monocotiledoni. La famiglia è suddivisa in 12 sottofamiglie, la tribù Hordeeae fa parte della sottofamiglia Pooideae.

### Generi
La tribù comprende i seguenti generi:
- Aegilops L.
- Agropyron Gaertn.
- Anthosachne Steud.
- Australopyrum (Tzvelev) Á.Löve
- Campeiostachys Drobow
- Crithopsis Jaub. & Spach
- Dasypyrum (Coss. & Durieu) T.Durand
- Elymus L.
- Eremopyrum (Ledeb.) Jaub. & Spach
- Festucopsis (C.E.Hubb.) Melderis
- Henrardia C.E.Hubb.
- Heteranthelium Hochst. ex Jaub. & Spach
- Hordelymus (Jess.) Harz
- Hordeum L.
- Kengyilia C.Yen & J.L.Yang
- Leymus Hochst.
- Peridictyon Seberg, Fred. & Baden
- Psathyrostachys Nevski ex Roshev.
- Pseudoroegneria (Nevski) Á.Löve
- Secale L.
- Stenostachys Turcz.
- Taeniatherum Nevski
- Thinopyrum Á.Löve
- Triticum L.

### Filogenesi
La tribù Hordeeae fa parte della supertribù Triticodae T.D. Macfarl. & L. Watson, 1982. La supertribù Triticodae comprende tre tribù: Littledaleeae, Bromeae e Hordeeae. All'interno della supertribù, la tribù Hordeeae forma un "gruppo fratello" con la tribù Bromeae.
Le delimitazioni generiche per la tribù Hordeeae sono difficili in quanto l'ibridazione intergenerica, l'intogressione e la poliploidia tra le specie di questo gruppo sono comuni. Molti generi in questa tribù presentano una "evoluzione reticolata" per fenomeni di ibridazione, o per il trasferimento orizzontale di geni ma anche per l’endosimbiosi.
Diversi studi hanno dimostrato l'esistenza di gruppi genomici (vedi tabella) all'interno dei quali i cromosomi si accoppiano liberamente. Ad esempio Triticum comprende piante diploidi e poliploidi. Triticum aestivum L. (frumento) è una specie esaploide. Alcuni botanici hanno suggerito che ogni genoma distinto o combinazione distinta di genomi dovrebbe essere la base di un genere diverso. Attualmente il genere Elymus include la maggior parte delle specie poliploidi contenute nei generi Anthosachne Steud., Connorochloa Barkworth, S.W.L. Jacobs & H. Q. Zhang, Douglasdewya C. Yen, J.L. Yang & B. R. Baum, Kengylla C. Yen e J.L. Yan, Pascopyrum A. Lòvee Roegneria K. Koch. Altri sinonimi sono Amblyopyrum (Jaub. & Spach) Eig incluso in Aegilops e Hordelymus (Jess.) Harz incluso in Leymus. Una eventuale riorganizzazione della tribù si scontra con il fatto che alcune specie sono delle colture molto importanti per cui i nomi non possono essere facilmente cambiati. Alcuni studi hanno individuato un clade interno alla tribù ("Triticum subclade")  formato dai seguenti generi: Aegilops,  Amblyopyrum, Dasypyrum, Thinopyrum e Triticum (il genere Amblyopyrum (Jaub. & Spach) Eig è considerato sinonimo di Aegilops). Tale clade corrisponde alla sottotribù Triticinae Fr., 1835; il resto della tribù è raccolto nella sottotribù Hordeinae Dumort., 1829.
All'interno della tribù studi recenti l'hanno divisa in 5 cladi principali e altri subcladi. Dalla ricerca risulta che il genere Psathyrostachys è in posizione "basale" e quindi forma un "gruppo fratello" con il resto della tribù. Il secondo clade è composto dai generi Hordeum e Pseudoroegneia e anche questi formano un "gruppo fratello" con i successivi cladi della tribù. Il quinto clade composto dai generi Secale, Taeniatherum, Triticum e Aegilops è l'ultimo ad essersi evoluto e rappresenta il "core" della tribù. Il quarto e quinto clade insieme corrisponde più o meno al "Triticum subcade". (Quanto descritto è un possibile albero filogenetico della tribù)
Questa tribù (come tutto il "core" delle Pooideae formato principalmente dalle tribù Poeae, Bromeae e Hordeeae) è caratterizzato dal fatto che i geni sono disposti in sette grandi cromosomi. Nella tabella sottostante sono indicati i numeri cromosomici associati ai vari generi della tribù. Sono inoltre indicati i codici (o tipi) dei vari genomi individuati in questo gruppo.
| Genere          | Cromosomi (2n=)         | Tipo di evoluzione | Gruppo genomico               |
| --------------- | ----------------------- | ------------------ | ----------------------------- |
| Aegilops        | 14, 28, 42 e 48         | Reticolata         | B, C, D, S, T, U, M e N       |
| Agropyron       | 14, 28 e 42             | Normale            | P                             |
| Australopyrum   | 14                      | Normale            | W                             |
| Crithopsis      | 14                      | Normale            | K                             |
| Dasypyrum       | 14                      | Normale            | V                             |
| Elymus          | 28, 42 e 56             | Reticolata         | H, Ns, P, S, St, StY, Y, e Xm |
| Eremopyrum      | 14 e 28                 | Normale            | F e Xe                        |
| Festucopsis     | 14                      | Normale            |                               |
| Hènrardia       | 14                      | Normale            | O                             |
| Heteranthelium  | 14                      | Normale            | Q                             |
| Hordeum         | 14, 28 e 42             | Origine reticolata | H, I, X e Y                   |
| Leymus          | 28, 42 e 56             | Reticolata         | Ns                            |
| Peridictyon     | 14                      | Normale            |                               |
| Psathyrostachys | 14 e 28                 | Normale            | N                             |
| Pseudoroegneia  | 14 e 28                 | Normale            | S                             |
| Secale          | 14                      | Reticolata         | R                             |
| Stenostachys    | 28                      | Reticolata         | H e W                         |
| Triticum        | 14, 28 e 42             | Reticolata         | A, B, D e G                   |
| Taeniatherum    | 14                      | Reticolata         | Ta                            |
| Thinopyrum      | 14, 42, 43, 56, 69 e 70 | Reticolata         | E, P, St                      |

Il cladogramma seguente, tratto dallo studio citato e semplificato, a causa dei problemi indicati più sopra è incompleto e provvisorio.
| xxxClade_2Axxx | Hordeum        |
|                | Hordeum        |
| xxxClade_2Bxxx | Pseudoroegneia |
|                | Pseudoroegneia |

|  | Agropyron  |
|  |            |
|  | Eremopyrum |
|  |            |

|  | Hènrardia  |
|  |            |
|  | Eremopyrum |
|  |            |

|  | Agropyron  |
|  |            |
|  | Eremopyrum |
|  |            |

|  | Hènrardia  |
|  |            |
|  | Eremopyrum |
|  |            |

|  | Agropyron  |
|  |            |
|  | Eremopyrum |
|  |            |

|  | Hènrardia  |
|  |            |
|  | Eremopyrum |
|  |            |

|  | Agropyron  |
|  |            |
|  | Eremopyrum |
|  |            |

|  | Hènrardia  |
|  |            |
|  | Eremopyrum |
|  |            |

|  | Heteranthelium |
|  |                |
|  | Dasypyrum      |
|  |                |

|  | Taeniatherum                                          |
|  |                                                       |
|  | \| \| Triticum \| \| \| \| \| \| Aegilops \| \| \| \| |
|  |                                                       |
|  | Triticum                                              |
|  |                                                       |
|  | Aegilops                                              |
|  |                                                       |

|  | Triticum |
|  |          |
|  | Aegilops |
|  |          |

|  | Taeniatherum                                          |
|  |                                                       |
|  | \| \| Triticum \| \| \| \| \| \| Aegilops \| \| \| \| |
|  |                                                       |
|  | Triticum                                              |
|  |                                                       |
|  | Aegilops                                              |
|  |                                                       |

|  | Triticum |
|  |          |
|  | Aegilops |
|  |          |

|  | Heteranthelium |
|  |                |
|  | Dasypyrum      |
|  |                |

|  | Taeniatherum                                          |
|  |                                                       |
|  | \| \| Triticum \| \| \| \| \| \| Aegilops \| \| \| \| |
|  |                                                       |
|  | Triticum                                              |
|  |                                                       |
|  | Aegilops                                              |
|  |                                                       |

|  | Triticum |
|  |          |
|  | Aegilops |
|  |          |

|  | Taeniatherum                                          |
|  |                                                       |
|  | \| \| Triticum \| \| \| \| \| \| Aegilops \| \| \| \| |
|  |                                                       |
|  | Triticum                                              |
|  |                                                       |
|  | Aegilops                                              |
|  |                                                       |

|  | Triticum |
|  |          |
|  | Aegilops |
|  |          |

|  | Agropyron  |
|  |            |
|  | Eremopyrum |
|  |            |

|  | Hènrardia  |
|  |            |
|  | Eremopyrum |
|  |            |

|  | Agropyron  |
|  |            |
|  | Eremopyrum |
|  |            |

|  | Hènrardia  |
|  |            |
|  | Eremopyrum |
|  |            |

|  | Agropyron  |
|  |            |
|  | Eremopyrum |
|  |            |

|  | Hènrardia  |
|  |            |
|  | Eremopyrum |
|  |            |

|  | Agropyron  |
|  |            |
|  | Eremopyrum |
|  |            |

|  | Hènrardia  |
|  |            |
|  | Eremopyrum |
|  |            |

|  | Heteranthelium |
|  |                |
|  | Dasypyrum      |
|  |                |

|  | Taeniatherum                                          |
|  |                                                       |
|  | \| \| Triticum \| \| \| \| \| \| Aegilops \| \| \| \| |
|  |                                                       |
|  | Triticum                                              |
|  |                                                       |
|  | Aegilops                                              |
|  |                                                       |

|  | Triticum |
|  |          |
|  | Aegilops |
|  |          |

|  | Taeniatherum                                          |
|  |                                                       |
|  | \| \| Triticum \| \| \| \| \| \| Aegilops \| \| \| \| |
|  |                                                       |
|  | Triticum                                              |
|  |                                                       |
|  | Aegilops                                              |
|  |                                                       |

|  | Triticum |
|  |          |
|  | Aegilops |
|  |          |

|  | Heteranthelium |
|  |                |
|  | Dasypyrum      |
|  |                |

|  | Taeniatherum                                          |
|  |                                                       |
|  | \| \| Triticum \| \| \| \| \| \| Aegilops \| \| \| \| |
|  |                                                       |
|  | Triticum                                              |
|  |                                                       |
|  | Aegilops                                              |
|  |                                                       |

|  | Triticum |
|  |          |
|  | Aegilops |
|  |          |

|  | Taeniatherum                                          |
|  |                                                       |
|  | \| \| Triticum \| \| \| \| \| \| Aegilops \| \| \| \| |
|  |                                                       |
|  | Triticum                                              |
|  |                                                       |
|  | Aegilops                                              |
|  |                                                       |

|  | Triticum |
|  |          |
|  | Aegilops |
|  |          |

| xxxClade_2Axxx | Hordeum        |
|                | Hordeum        |
| xxxClade_2Bxxx | Pseudoroegneia |
|                | Pseudoroegneia |

|  | Agropyron  |
|  |            |
|  | Eremopyrum |
|  |            |

|  | Hènrardia  |
|  |            |
|  | Eremopyrum |
|  |            |

|  | Agropyron  |
|  |            |
|  | Eremopyrum |
|  |            |

|  | Hènrardia  |
|  |            |
|  | Eremopyrum |
|  |            |

|  | Agropyron  |
|  |            |
|  | Eremopyrum |
|  |            |

|  | Hènrardia  |
|  |            |
|  | Eremopyrum |
|  |            |

|  | Agropyron  |
|  |            |
|  | Eremopyrum |
|  |            |

|  | Hènrardia  |
|  |            |
|  | Eremopyrum |
|  |            |

|  | Heteranthelium |
|  |                |
|  | Dasypyrum      |
|  |                |

|  | Taeniatherum                                          |
|  |                                                       |
|  | \| \| Triticum \| \| \| \| \| \| Aegilops \| \| \| \| |
|  |                                                       |
|  | Triticum                                              |
|  |                                                       |
|  | Aegilops                                              |
|  |                                                       |

|  | Triticum |
|  |          |
|  | Aegilops |
|  |          |

|  | Taeniatherum                                          |
|  |                                                       |
|  | \| \| Triticum \| \| \| \| \| \| Aegilops \| \| \| \| |
|  |                                                       |
|  | Triticum                                              |
|  |                                                       |
|  | Aegilops                                              |
|  |                                                       |

|  | Triticum |
|  |          |
|  | Aegilops |
|  |          |

|  | Heteranthelium |
|  |                |
|  | Dasypyrum      |
|  |                |

|  | Taeniatherum                                          |
|  |                                                       |
|  | \| \| Triticum \| \| \| \| \| \| Aegilops \| \| \| \| |
|  |                                                       |
|  | Triticum                                              |
|  |                                                       |
|  | Aegilops                                              |
|  |                                                       |

|  | Triticum |
|  |          |
|  | Aegilops |
|  |          |

|  | Taeniatherum                                          |
|  |                                                       |
|  | \| \| Triticum \| \| \| \| \| \| Aegilops \| \| \| \| |
|  |                                                       |
|  | Triticum                                              |
|  |                                                       |
|  | Aegilops                                              |
|  |                                                       |

|  | Triticum |
|  |          |
|  | Aegilops |
|  |          |

|  | Agropyron  |
|  |            |
|  | Eremopyrum |
|  |            |

|  | Hènrardia  |
|  |            |
|  | Eremopyrum |
|  |            |

|  | Agropyron  |
|  |            |
|  | Eremopyrum |
|  |            |

|  | Hènrardia  |
|  |            |
|  | Eremopyrum |
|  |            |

|  | Agropyron  |
|  |            |
|  | Eremopyrum |
|  |            |

|  | Hènrardia  |
|  |            |
|  | Eremopyrum |
|  |            |

|  | Agropyron  |
|  |            |
|  | Eremopyrum |
|  |            |

|  | Hènrardia  |
|  |            |
|  | Eremopyrum |
|  |            |

|  | Heteranthelium |
|  |                |
|  | Dasypyrum      |
|  |                |

|  | Taeniatherum                                          |
|  |                                                       |
|  | \| \| Triticum \| \| \| \| \| \| Aegilops \| \| \| \| |
|  |                                                       |
|  | Triticum                                              |
|  |                                                       |
|  | Aegilops                                              |
|  |                                                       |

|  | Triticum |
|  |          |
|  | Aegilops |
|  |          |

|  | Taeniatherum                                          |
|  |                                                       |
|  | \| \| Triticum \| \| \| \| \| \| Aegilops \| \| \| \| |
|  |                                                       |
|  | Triticum                                              |
|  |                                                       |
|  | Aegilops                                              |
|  |                                                       |

|  | Triticum |
|  |          |
|  | Aegilops |
|  |          |

|  | Heteranthelium |
|  |                |
|  | Dasypyrum      |
|  |                |

|  | Taeniatherum                                          |
|  |                                                       |
|  | \| \| Triticum \| \| \| \| \| \| Aegilops \| \| \| \| |
|  |                                                       |
|  | Triticum                                              |
|  |                                                       |
|  | Aegilops                                              |
|  |                                                       |

|  | Triticum |
|  |          |
|  | Aegilops |
|  |          |

|  | Taeniatherum                                          |
|  |                                                       |
|  | \| \| Triticum \| \| \| \| \| \| Aegilops \| \| \| \| |
|  |                                                       |
|  | Triticum                                              |
|  |                                                       |
|  | Aegilops                                              |
|  |                                                       |

|  | Triticum |
|  |          |
|  | Aegilops |
|  |          |

| xxxClade_2Axxx | Hordeum        |
|                | Hordeum        |
| xxxClade_2Bxxx | Pseudoroegneia |
|                | Pseudoroegneia |

|  | Agropyron  |
|  |            |
|  | Eremopyrum |
|  |            |

|  | Hènrardia  |
|  |            |
|  | Eremopyrum |
|  |            |

|  | Agropyron  |
|  |            |
|  | Eremopyrum |
|  |            |

|  | Hènrardia  |
|  |            |
|  | Eremopyrum |
|  |            |

|  | Agropyron  |
|  |            |
|  | Eremopyrum |
|  |            |

|  | Hènrardia  |
|  |            |
|  | Eremopyrum |
|  |            |

|  | Agropyron  |
|  |            |
|  | Eremopyrum |
|  |            |

|  | Hènrardia  |
|  |            |
|  | Eremopyrum |
|  |            |

|  | Heteranthelium |
|  |                |
|  | Dasypyrum      |
|  |                |

|  | Taeniatherum                                          |
|  |                                                       |
|  | \| \| Triticum \| \| \| \| \| \| Aegilops \| \| \| \| |
|  |                                                       |
|  | Triticum                                              |
|  |                                                       |
|  | Aegilops                                              |
|  |                                                       |

|  | Triticum |
|  |          |
|  | Aegilops |
|  |          |

|  | Taeniatherum                                          |
|  |                                                       |
|  | \| \| Triticum \| \| \| \| \| \| Aegilops \| \| \| \| |
|  |                                                       |
|  | Triticum                                              |
|  |                                                       |
|  | Aegilops                                              |
|  |                                                       |

|  | Triticum |
|  |          |
|  | Aegilops |
|  |          |

|  | Heteranthelium |
|  |                |
|  | Dasypyrum      |
|  |                |

|  | Taeniatherum                                          |
|  |                                                       |
|  | \| \| Triticum \| \| \| \| \| \| Aegilops \| \| \| \| |
|  |                                                       |
|  | Triticum                                              |
|  |                                                       |
|  | Aegilops                                              |
|  |                                                       |

|  | Triticum |
|  |          |
|  | Aegilops |
|  |          |

|  | Taeniatherum                                          |
|  |                                                       |
|  | \| \| Triticum \| \| \| \| \| \| Aegilops \| \| \| \| |
|  |                                                       |
|  | Triticum                                              |
|  |                                                       |
|  | Aegilops                                              |
|  |                                                       |

|  | Triticum |
|  |          |
|  | Aegilops |
|  |          |

|  | Agropyron  |
|  |            |
|  | Eremopyrum |
|  |            |

|  | Hènrardia  |
|  |            |
|  | Eremopyrum |
|  |            |

|  | Agropyron  |
|  |            |
|  | Eremopyrum |
|  |            |

|  | Hènrardia  |
|  |            |
|  | Eremopyrum |
|  |            |

|  | Agropyron  |
|  |            |
|  | Eremopyrum |
|  |            |

|  | Hènrardia  |
|  |            |
|  | Eremopyrum |
|  |            |

|  | Agropyron  |
|  |            |
|  | Eremopyrum |
|  |            |

|  | Hènrardia  |
|  |            |
|  | Eremopyrum |
|  |            |

|  | Heteranthelium |
|  |                |
|  | Dasypyrum      |
|  |                |

|  | Taeniatherum                                          |
|  |                                                       |
|  | \| \| Triticum \| \| \| \| \| \| Aegilops \| \| \| \| |
|  |                                                       |
|  | Triticum                                              |
|  |                                                       |
|  | Aegilops                                              |
|  |                                                       |

|  | Triticum |
|  |          |
|  | Aegilops |
|  |          |

|  | Taeniatherum                                          |
|  |                                                       |
|  | \| \| Triticum \| \| \| \| \| \| Aegilops \| \| \| \| |
|  |                                                       |
|  | Triticum                                              |
|  |                                                       |
|  | Aegilops                                              |
|  |                                                       |

|  | Triticum |
|  |          |
|  | Aegilops |
|  |          |

|  | Heteranthelium |
|  |                |
|  | Dasypyrum      |
|  |                |

|  | Taeniatherum                                          |
|  |                                                       |
|  | \| \| Triticum \| \| \| \| \| \| Aegilops \| \| \| \| |
|  |                                                       |
|  | Triticum                                              |
|  |                                                       |
|  | Aegilops                                              |
|  |                                                       |

|  | Triticum |
|  |          |
|  | Aegilops |
|  |          |

|  | Taeniatherum                                          |
|  |                                                       |
|  | \| \| Triticum \| \| \| \| \| \| Aegilops \| \| \| \| |
|  |                                                       |
|  | Triticum                                              |
|  |                                                       |
|  | Aegilops                                              |
|  |                                                       |

|  | Triticum |
|  |          |
|  | Aegilops |
|  |          |

| xxxClade_2Axxx | Hordeum        |
|                | Hordeum        |
| xxxClade_2Bxxx | Pseudoroegneia |
|                | Pseudoroegneia |

|  | Agropyron  |
|  |            |
|  | Eremopyrum |
|  |            |

|  | Hènrardia  |
|  |            |
|  | Eremopyrum |
|  |            |

|  | Agropyron  |
|  |            |
|  | Eremopyrum |
|  |            |

|  | Hènrardia  |
|  |            |
|  | Eremopyrum |
|  |            |

|  | Agropyron  |
|  |            |
|  | Eremopyrum |
|  |            |

|  | Hènrardia  |
|  |            |
|  | Eremopyrum |
|  |            |

|  | Agropyron  |
|  |            |
|  | Eremopyrum |
|  |            |

|  | Hènrardia  |
|  |            |
|  | Eremopyrum |
|  |            |

|  | Heteranthelium |
|  |                |
|  | Dasypyrum      |
|  |                |

|  | Taeniatherum                                          |
|  |                                                       |
|  | \| \| Triticum \| \| \| \| \| \| Aegilops \| \| \| \| |
|  |                                                       |
|  | Triticum                                              |
|  |                                                       |
|  | Aegilops                                              |
|  |                                                       |

|  | Triticum |
|  |          |
|  | Aegilops |
|  |          |

|  | Taeniatherum                                          |
|  |                                                       |
|  | \| \| Triticum \| \| \| \| \| \| Aegilops \| \| \| \| |
|  |                                                       |
|  | Triticum                                              |
|  |                                                       |
|  | Aegilops                                              |
|  |                                                       |

|  | Triticum |
|  |          |
|  | Aegilops |
|  |          |

|  | Heteranthelium |
|  |                |
|  | Dasypyrum      |
|  |                |

|  | Taeniatherum                                          |
|  |                                                       |
|  | \| \| Triticum \| \| \| \| \| \| Aegilops \| \| \| \| |
|  |                                                       |
|  | Triticum                                              |
|  |                                                       |
|  | Aegilops                                              |
|  |                                                       |

|  | Triticum |
|  |          |
|  | Aegilops |
|  |          |

|  | Taeniatherum                                          |
|  |                                                       |
|  | \| \| Triticum \| \| \| \| \| \| Aegilops \| \| \| \| |
|  |                                                       |
|  | Triticum                                              |
|  |                                                       |
|  | Aegilops                                              |
|  |                                                       |

|  | Triticum |
|  |          |
|  | Aegilops |
|  |          |

|  | Agropyron  |
|  |            |
|  | Eremopyrum |
|  |            |

|  | Hènrardia  |
|  |            |
|  | Eremopyrum |
|  |            |

|  | Agropyron  |
|  |            |
|  | Eremopyrum |
|  |            |

|  | Hènrardia  |
|  |            |
|  | Eremopyrum |
|  |            |

|  | Agropyron  |
|  |            |
|  | Eremopyrum |
|  |            |

|  | Hènrardia  |
|  |            |
|  | Eremopyrum |
|  |            |

|  | Agropyron  |
|  |            |
|  | Eremopyrum |
|  |            |

|  | Hènrardia  |
|  |            |
|  | Eremopyrum |
|  |            |

|  | Heteranthelium |
|  |                |
|  | Dasypyrum      |
|  |                |

|  | Taeniatherum                                          |
|  |                                                       |
|  | \| \| Triticum \| \| \| \| \| \| Aegilops \| \| \| \| |
|  |                                                       |
|  | Triticum                                              |
|  |                                                       |
|  | Aegilops                                              |
|  |                                                       |

|  | Triticum |
|  |          |
|  | Aegilops |
|  |          |

|  | Taeniatherum                                          |
|  |                                                       |
|  | \| \| Triticum \| \| \| \| \| \| Aegilops \| \| \| \| |
|  |                                                       |
|  | Triticum                                              |
|  |                                                       |
|  | Aegilops                                              |
|  |                                                       |

|  | Triticum |
|  |          |
|  | Aegilops |
|  |          |

|  | Heteranthelium |
|  |                |
|  | Dasypyrum      |
|  |                |

|  | Taeniatherum                                          |
|  |                                                       |
|  | \| \| Triticum \| \| \| \| \| \| Aegilops \| \| \| \| |
|  |                                                       |
|  | Triticum                                              |
|  |                                                       |
|  | Aegilops                                              |
|  |                                                       |

|  | Triticum |
|  |          |
|  | Aegilops |
|  |          |

|  | Taeniatherum                                          |
|  |                                                       |
|  | \| \| Triticum \| \| \| \| \| \| Aegilops \| \| \| \| |
|  |                                                       |
|  | Triticum                                              |
|  |                                                       |
|  | Aegilops                                              |
|  |                                                       |

|  | Triticum |
|  |          |
|  | Aegilops |
|  |          |

### Alcune specie

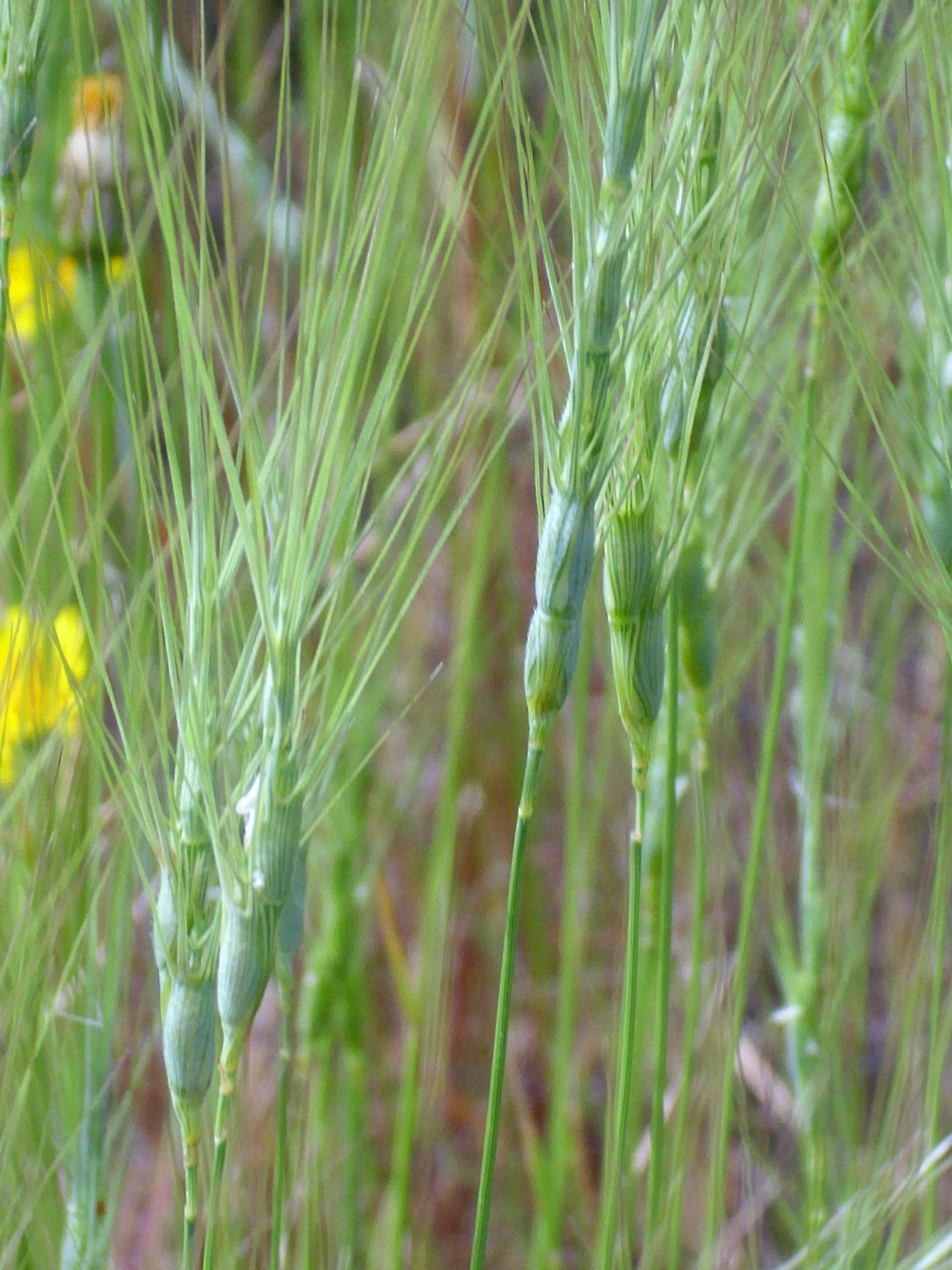
Aegilops triuncialis
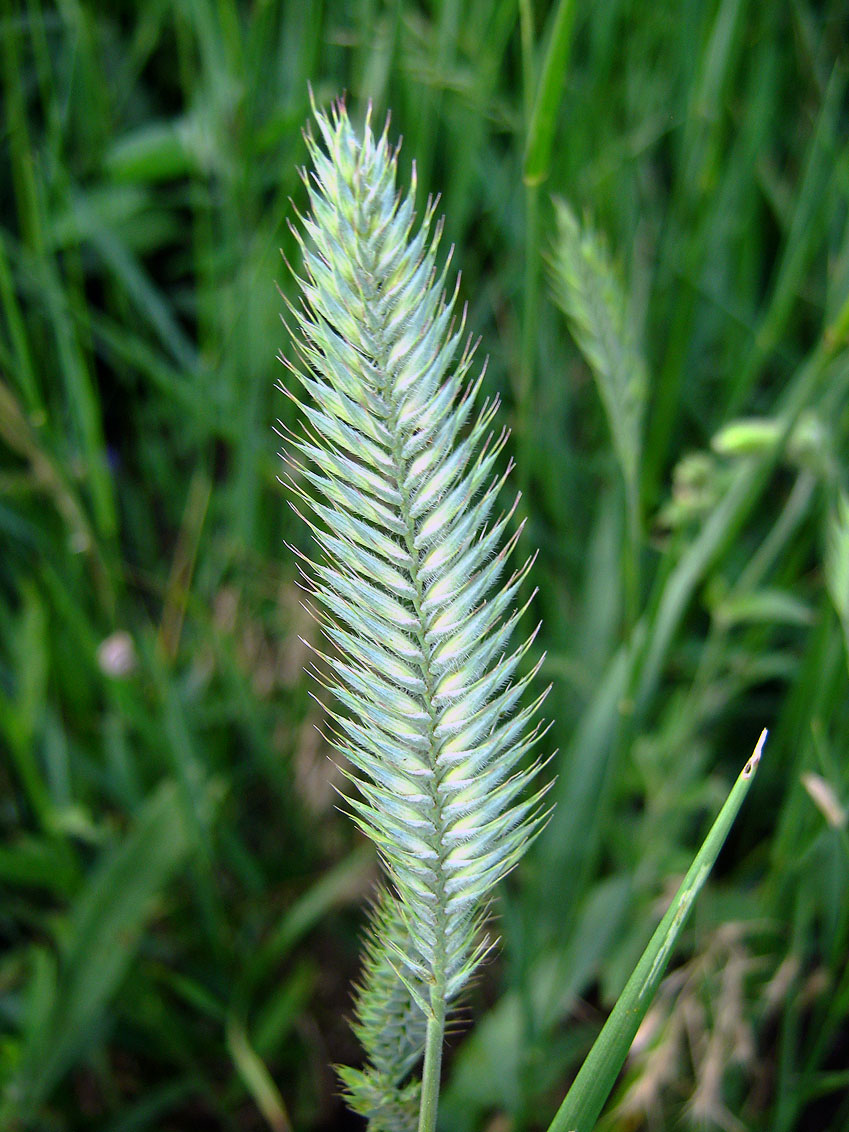
Agropyron cristatum
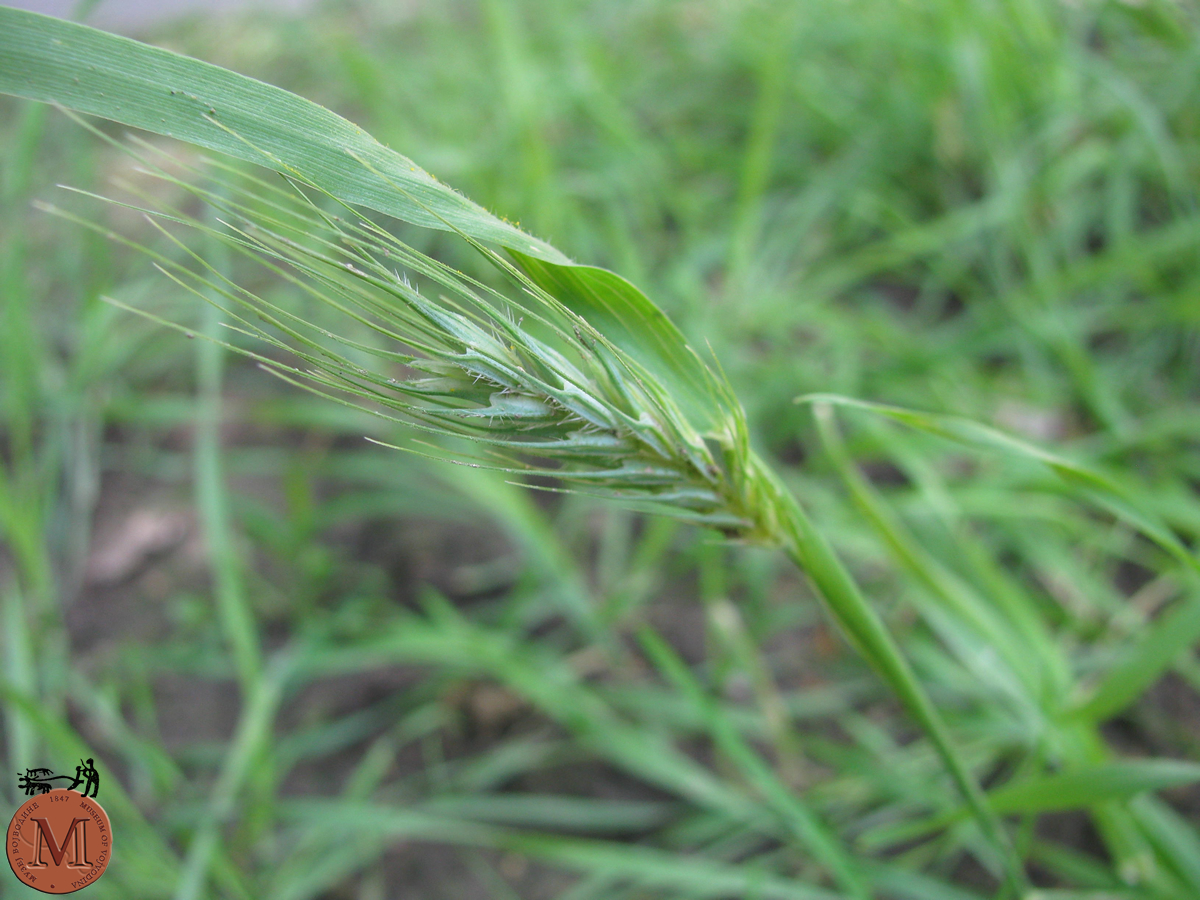
Dasypyrum villosum
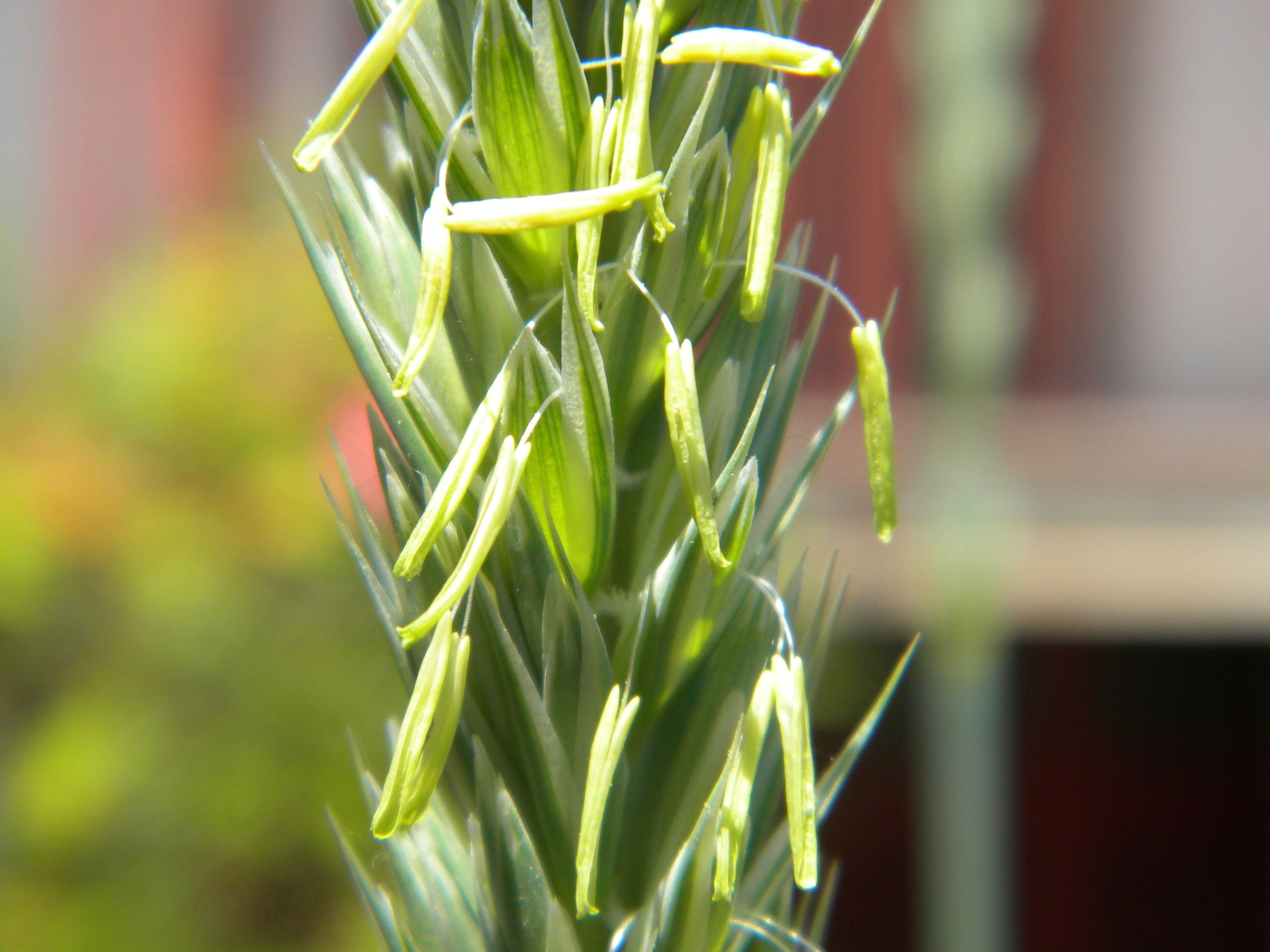
Leymus arenarius
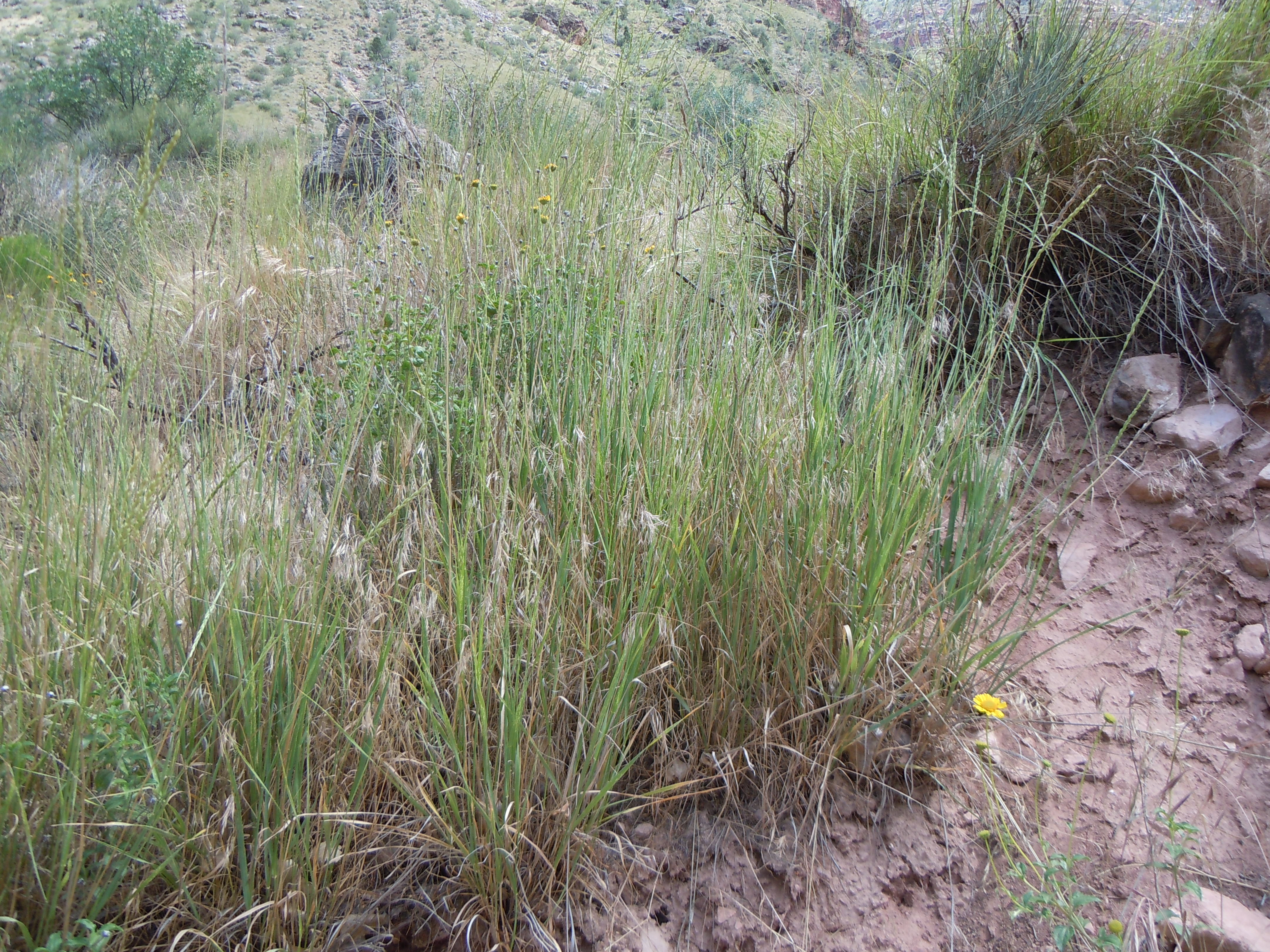
Psathyrostachys juncea
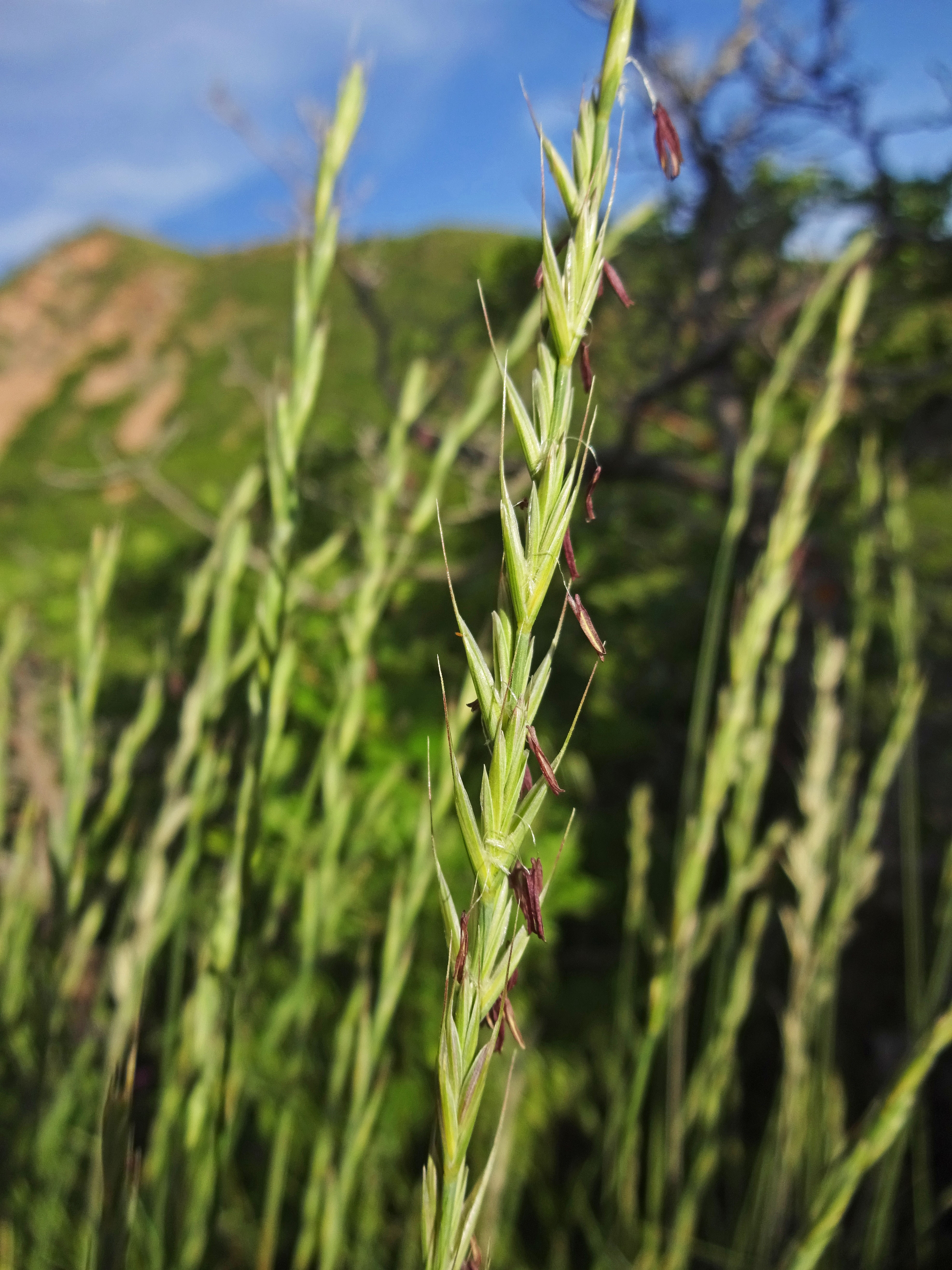
Pseudoroegneria spicata
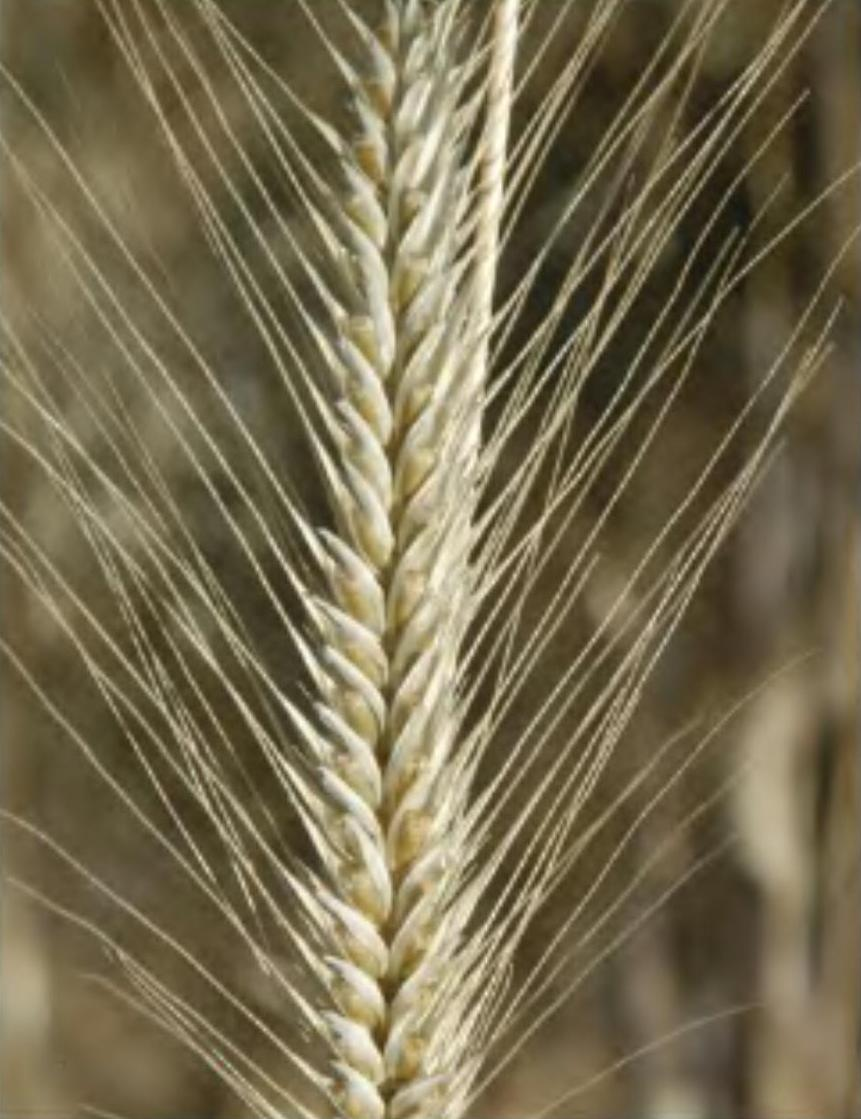
Secale cereale
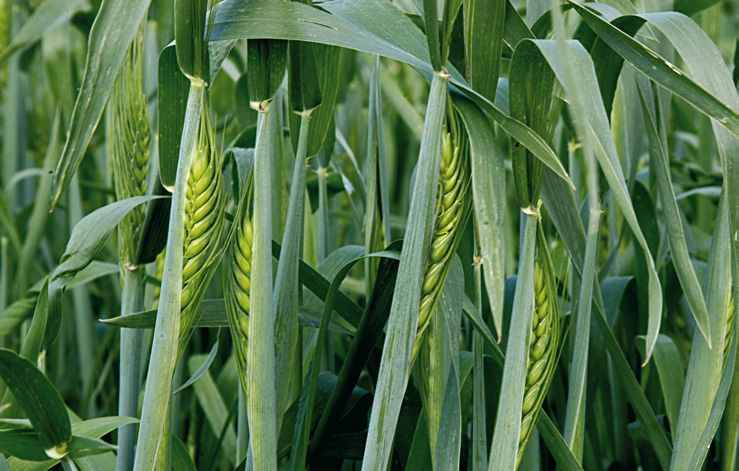
Triticum aestivum